# Aspitates
Aspitates là một chi bướm đêm thuộc họ Geometridae.

## Các loài tiêu biểu
- Aspitates aberratus (H. Edwards, 1884)
- Aspitates acuminaria (Eversmann, 1851)
- Aspitates albaria
- Aspitates collinaria (Holt-White, 1894)
- Aspitates conspersarius
- Aspitates forbesi
- Aspitates gilvaria – Straw Belle (Denis & Schiffermüller, 1775)
- Aspitates ochrearia – Yellow Belle
- Aspitates orciferaria
- Aspitates stschurowskyi (Erschov, 1874)
- Aspitates taylorae (Butler, 1893)

## Hình ảnh

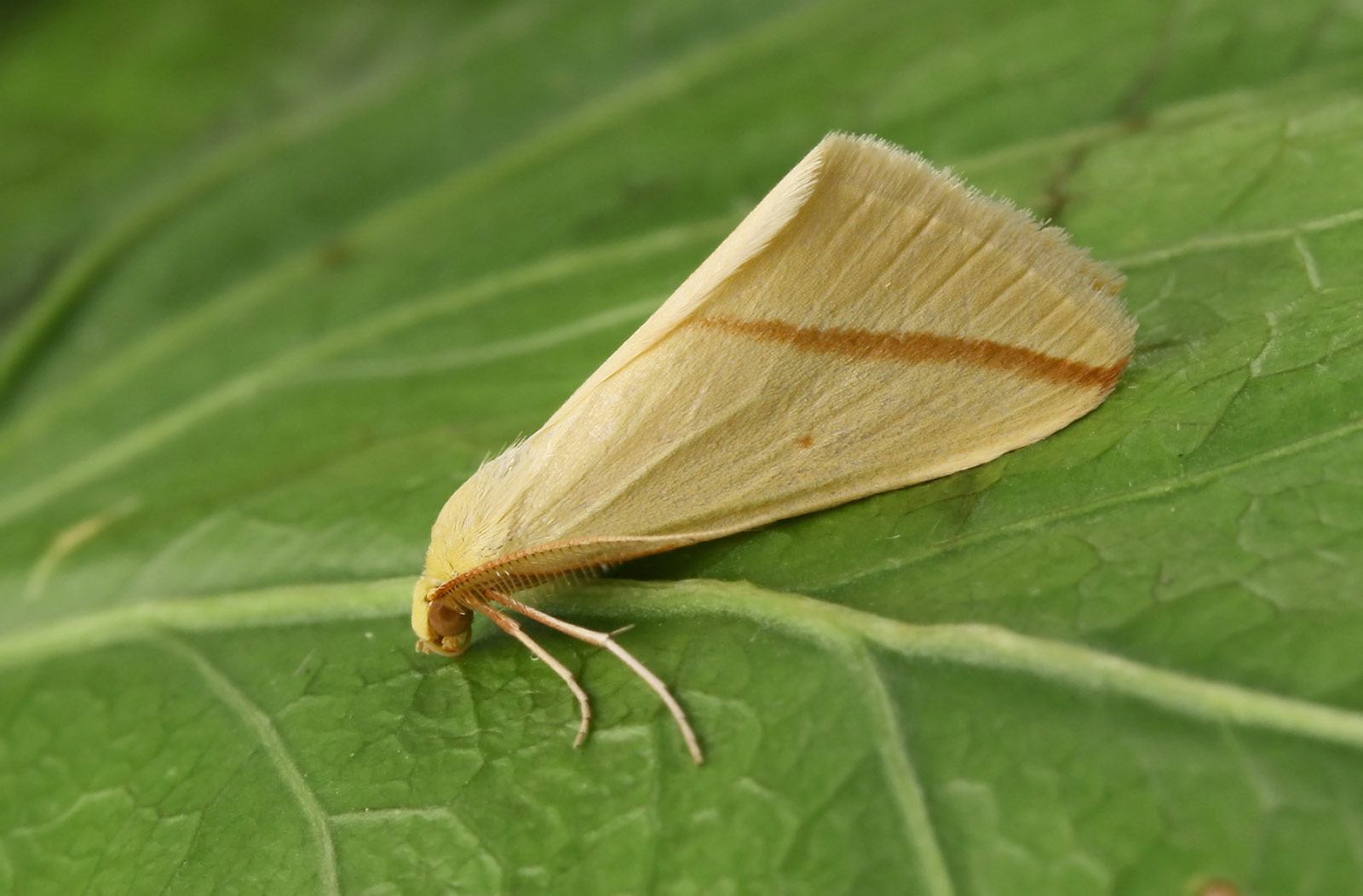